# (21587) Christopynn
(21587) Christopynn (1998 SE132) – planetoida z grupy pasa głównego asteroid okrążająca Słońce w ciągu 4,82 lat w średniej odległości 2,85 j.a. Odkryta 26 września 1998 roku.